# Alvine Yeno
Alvine Farida Yeno Anotho, dite Alvine Yeno, est une entrepreneuse née le 25 janvier 1994 , à Lambaréné au Gabon.    
Entre 2019 et 2022, elle devient lauréate de plusieurs programmes entrepreneurials où elle développe par la suite l'application NTCHINA,.    
NTCHINA est une plateforme communautaire d'entraide au don de sang afin de faire croître une communauté de donneurs de sang bénévoles,.   
Grâce à cette application, elle remporte le 1er prix du concours de start-up challenge de Moov Africa, anciennement Gabon Telecom.

## Biographie

### Enfance et études
Alvine Yeno est née le 25 janvier 1994  à Lambaréné.  
Elle a suivi son école primaire à l'école publique de Makouké où elle obtient son CEP (Certificat d’études primaire) en candidate libre. Inscrite ensuite au CES Louis Bigman d'Angondjé, elle valide son BEPC. Elle poursuit son cursus secondaire au Lycée Paul Indjendjet Gondjout où elle obtient son Baccalauréat. 
Passionnée d'informatique, elle s'inscrit à l'Institut National de la Poste des Technologies de l'Information et de la Communication (INPTIC) où elle obtient son DTS en génie informatique et sa Licence en communication digitale et webmastering. Elle termine par une spécialisation en développement front-end et web design à l'École 241 en 2019.  
Durant son enfance, elle est confrontée au besoin de devoir trouver des donneurs pour sauver la vie d'une de ses proches, sa sœur, en attente de transfusion sanguine, atteinte de lupus,. Passionnée depuis petite par les nouvelles technologies, Alvine Yeno se lance dans le monde de l'entrepreneuriat.

### Activités entrepreneuriales
En 2019, elle est lauréate du programme entrepreneurial Tony Elumelu, un milliardaire philanthrope nigérian, en vue d’autonomiser de jeunes entrepreneurs de pays africains ,. 
En 2022, elle est lauréate du programme WIA 54 GABON et développe par la suite l'application NTCHINA qui facilite l'acquisition des donneurs de sang. Le nom NTCHINA signifie le sang en langue myènè. Officiellement lancée le 14 juin 2022 à Libreville lors d'une conférence de presse, à l'occasion de la journée mondiale du donneur de sang, l'application rencontre un succès qui l'amène à être sélectionnée dans la catégorie « Entrepreneure Afrique » et finaliste du prix Les Margaret édition 2023 face à deux autres candidates dont Nelly Chatué-Diop et Maryanne Gichanga,. 
En avril 2023, elle se rend à Paris à l'occasion de la Journée de la femme digitale pour défendre NTCHINA face à 18 autres finalistes sous le thème « Invest in Her », 6 sont récompensées. Avec cette victoire, les gagnantes bénéficient de nombreux avantages comme un programme d'accélération de croissance JFD (Journée de la femme digitale), d'une exposition médiatique à 1 million d'euros sur 1 année, de sessions de coaching, d'une assurance prévoyance, des mises en relation et des opportunités de prises de parole à des événements internationaux etc..  

### Projet
L'application NTCHINA est une application pour aider la situation au Gabon en matière de résolution des problèmes d'approvisionnement en poche de sang dans certaines banques comme le Centre national de transfusion sanguine (CNTS), souvent confrontées à une pénurie de donneurs. Selon Alvine Yeno, l'application a pour objectif principal de garantir une meilleure prise en charge des malades, des femmes enceintes ou encore des accidentées,.
Cette application permet de mettre en relation les donneurs et les potentiels demandeurs de sang. À travers l'application, il est possible de rechercher un donneur en remplissant un formulaire simple où les personnes inscrites selon les zones géographiques recevront une notification. 

### Récompense et reconnaissance
En 2019, elle est Lauréate au programme entrepreneurial Fondation Tony ELUMELU. 
En 2021, elle gagne le concours de start-up challenge de Moov Africa Gabon Telecom grâce à son application NTCHINA. Elle obtient le 1er prix en empochant la somme de 10 millions de francs CFA. 